# Balkanmeisterschaft 2016 (Badminton)
Die Balkanmeisterschaft 2016 im Badminton fand vom 9. bis zum 11. September 2016 in Iași statt.

## Sieger und Platzierte
| Disziplin    | Gold | Silber | Bronze |
| ------------ | --- | --- | --- |
| Herreneinzel | Ivan Rusev                                                                                                  | Daniel Nikolov | Collins Valentine Filimon                                                                                   |
| Herreneinzel | Ivan Rusev                                                                                                  | Daniel Nikolov | Dragoslav Petrović                                                                                          |
| Dameneinzel  | Maria Delcheva                                                                                              | Ioana Grecea | Sonia Olariu                                                                                                |
| Dameneinzel  | Maria Delcheva                                                                                              | Ioana Grecea | Andra Olariu                                                                                                |
| Herrendoppel | Daniel Nikolov Ivan Rusev                                                                                   | Robert Ciobotaru Daniel Cojocaru | Ivan Panev Dimitar Yanakiev                                                                                 |
| Herrendoppel | Daniel Nikolov Ivan Rusev                                                                                   | Robert Ciobotaru Daniel Cojocaru | Ilija Pavlović Borko Petrović                                                                               |
| Damendoppel  | Maria Delcheva Alexandra Milon                                                                              | Andra Olariu Sonia Olariu | Ioana Grecea Irina Popescu                                                                                  |
| Damendoppel  | Maria Delcheva Alexandra Milon                                                                              | Andra Olariu Sonia Olariu | Milica Simić Marija Sudimac                                                                                 |
| Mixed        | Daniel Cojocaru Alexandra Milon                                                                             | Igor Bjelan Milica Simić | Mihai Grosu Irina Popescu                                                                                   |
| Mixed        | Daniel Cojocaru Alexandra Milon                                                                             | Igor Bjelan Milica Simić | Zhivko Dimitrov Paula Kirova                                                                                |
| Team         | Bulgarien Zhivko Dimitrov Daniel Nikolov Ivan Panev Ivan Rusev Dimitar Yanakiev Maria Delcheva Paula Kirova | Rumänien Mugur Barbu Robert Ciobotaru Daniel Cojocaru Collins Valentine Filimon Artur Trosin Mihai Grosu Ioana Grecea Alexandra Milon Andra Olariu Sonia Olariu Alina Popa Irina Popescu | Serbien Igor Bjelan Luka Milić Ilija Pavlović Borko Petrović Dragoslav Petrović Milica Simić Marija Sudimac |

## Teams
| Team      | Pld | W | L | MF | MA | MD  | Pts | Qualifikation |
| --------- | --- | - | - | -- | -- | --- | --- | ------------- |
| Bulgarien | 3   | 3 | 0 | 13 | 2  | +11 | 3   | Champions     |
| Rumänien  | 3   | 2 | 1 | 8  | 7  | +1  | 2   | Finalist      |
| Serbien   | 3   | 1 | 2 | 7  | 8  | −1  | 1   | 3.            |
| Moldau    | 3   | 0 | 3 | 0  | 15 | −15 | 0   | 4.            |

| Bulgarien | 4–1 | Rumänien |
|           |     |          |
| Bulgarien | 4–1 | Serbien  |
|           |     |          |
| Bulgarien | 5–0 | Moldau   |
|           |     |          |
| Rumänien  | 3–2 | Serbien  |
|           |     |          |
| Rumänien  | 5–0 | Moldau   |
|           |     |          |
| Serbien   | 5–0 | Moldau   |
|           |     |          |